# Mary Donington
Mary Winifred Sylvia Donington (1909–1987) foi uma musicista e escultora britânica.

## Biografia
Donington nasceu em Londres, foi educada na Mary Datchelor School em Camberwell e teve uma educação de música clássica na Royal Academy of Music. Embora ela tenha passado um ano, de 1945 a 1946, como aluna do escultor Frank Dobson, ela foi em grande parte uma artista autodidacta.
Durante a sua carreira como escultora Donington criou figuras de retratos em bronze, terracota e gesso e expôs na Royal Academy, com o Women's International Art Club, a Society of Women Artists e a National Society of Painters, Sculptors and Gravers/Printmakers. Em 1948 ela exibiu um busto de Rosemary Cowper no Royal Glasgow Institute of the Fine Arts.
Donington viveu por muitos anos em Headley Down em Hampshire e acredita-se que tenha falecido lá em fevereiro de 1987.